# Delarof Islands
Die Delarof Islands sind eine Gruppe kleiner unbewohnter Inseln im äußersten Westen der Andreanof Islands, die zu den Aleuten gehören. Die Landfläche der Gruppe beträgt 165,349 km². Zu den Delarofs gehören insgesamt elf Inseln. Dies sind: 
- Amatignak Island
- Gareloi Island
- Ilak Island
- Kavalga Island
- Ogliuga Island
- Skagul Island
- Tag Islands
- Tanadak Island
- Ugidak Island
- Ulak Island

Die Delarofs werden von den Andreanof Islands im Osten durch die Tanaga-Straße getrennt. Die Amchitka-Straße grenzt die Inseln im Westen von den Rat Islands ab.
Die Delarof Islands gehören zum Alaska Maritime National Wildlife Refuge.
Namensgeber der Inseln ist Efstratios Delarof.